# Jonatan (Hasmonäer)

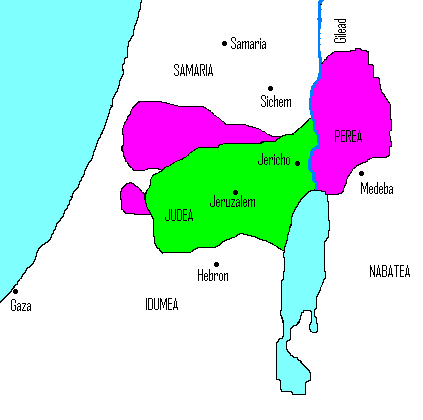
Judäa unter Jonathan
Situation im Jahr 160 v. Chr.
Erobertes Gebiet

Jonatan (auch: Jonathan; gestorben 143 v. Chr., begraben in Modiin) war Herrscher Judäas aus dem Geschlecht der Hasmonäer von 160 v. Chr. bis 143 v. Chr. Sein aramäischer Beiname war Apphus (Ἀπφοῦς) mit der Bedeutung Täuscher oder auch Diplomat (1. Makkabäer 2,5).

## Krieg gegen die Seleukiden
Jonatan war Sohn des Mattatias und Bruder des Judas Makkabäus, beide Führer im Aufstand gegen Antiochos IV. und das Reich der Seleukiden. Nach dem Tod des Vaters im Jahr 167 v. Chr. übernahm Judas Makkabäus die (militärische) Führung des Aufstands. Jonatan war einer seiner Unterführer und bewährte sich in zahlreichen Gefechten. Nach dem Tod von Judas Makkabäus in der Schlacht von Elasa 160 v. Chr., in der die jüdischen Kämpfer von der Armee des seleukidischen Generals Bakchides vernichtend geschlagen wurde, wurde Jonatan zum Führer der überlebenden Befreiungskämpfer.
Vor dem Strafgericht des siegreichen Generals flohen Jonatan und seine Brüder mit den Resten der jüdischen Armee in eine Wüstenregion östlich des Jordan. Die folgenden Jahre des Guerillakrieges, in denen wieder einmal das flache Land von den jüdischen Aufständischen unter Jonatan, Jerusalem und die von Bakchides befestigten Ortschaften aber von den Seleukiden beherrscht wird, sind in mehr als einer Hinsicht dunkel. Zum einen sind sie von Terror und Gegenterror geprägt (Jonatan ... regierte das Volk und vernichtete die Abtrünnigen in Israel. 1. Makkabäer 9,73), zum anderen ist auch die Überlieferung aus dieser Zeit unklar und widersprüchlich. Beispielsweise ist nicht bekannt, wer Nachfolger des von Bakchides eingesetzten und 160 v. Chr. verstorbenen Hohenpriesters Alkimus wurde und ob es einen solchen gab.

## Hohepriester
Im Jahr 153 v. Chr. erwiesen sich die inneren Zwistigkeiten des Seleukidenreiches wieder einmal als hilfreich für die jüdische Sache. Es hatte nämlich Alexander Balas als illegitimer Sohn von Antiochos IV. Anspruch auf den Thron des seleukidischen Königs Demetrios I. erhoben und war in diesen Ansprüchen sowohl von den ägyptischen Ptolemäern als auch von Rom unterstützt worden.
Alexander hatte bereits die Hafenstadt Ptolemais, das heutige Akko in seine Gewalt gebracht und Demetrios musste nun befürchten, dass Jonatan seinen Gegner militärisch unterstützen wurde. Er versuchte das durch einen Brief mit weitgehenden Zugeständnissen (u. a. die Rücküberstellung der jüdischen Geiseln) zu verhindern. Jonatan machte sich das auch zunutze, indem er den Brief in Jerusalem bekannt machte, worauf die griechische Garnison die Geiseln freigab und sich aus Judäa zurückzog. In der befestigten Davidsstadt und der Festung Beth-Zur verblieben nur die jüdischen Anhänger der Seleukiden. Jonatan verlegte seinen Sitz von Michmas nach Jerusalem und begann die Stadtbefestigung zu erneuern und zu verstärken.
Das Angebot des Demetrios wurde jedoch von Alexander Balas überboten, insofern dieser den Jonatan kurzerhand zum Hohenpriester und Freund des Königs (ein hoher Rang am königlichen Hof) ernannte.
So legte Jonatan am Laubhüttenfest des 160. Jahres SE, was dem Oktober/September 153 v. Chr. entspricht, die Gewänder des Hohenpriesters an, was als Beginn der Herrschaft der Hasmonäer über die Juden betrachtet werden kann.
Nach zweijährigem Krieg verlor Demetrios Herrschaft und Leben. Alexander Balas vermochte seine Stellung durch Heirat mit Kleopatra, einer Tochter von Ptolemaios VI. und späteren Herrscherin über das Seleukidenreich, zu befestigen. Bei dieser Gelegenheit wurde Jonatan von Alexander Balas zum Administrator und obersten Militärbefehlshaber von Judäa ernannt.
Die Herrschaft des Alexander Balas war jedoch nur von kurzer Dauer. Der Sohn des Demetrios, Demetrios II. kehrte mit griechischen Söldnern aus dem kretischen Exil zurück und eröffnete den Krieg um den Thron seines Vaters. Der Zeitpunkt schien für Ptolemaios VI. günstig, sich die vormals zum Ptolemäerreich gehörenden syrischen Provinzen wieder einzuverleiben. Er war mit einem Heer die Küste Phöniziens entlang marschiert und dort auf Jonatan getroffen, der zuvor Apollonios, den Feldherrn von Demetrios II. besiegt und die Stadt Aschdod samt ihrem Dagāntempel vernichtet hatte. Ein angeblich im Auftrag von Alexander Balas auf ihn ausgeführter Anschlag bot ihm Gelegenheit, dem Alexander die Freundschaft aufzukündigen und seine Tochter heimzuholen. In einer Schlacht vor den Toren von Antiochia besiegte er das Heer des Alexander Balas, starb aber kurz darauf an den in der Schlacht empfangenen Wunden.
Da der Usurpator Alexander inzwischen von dem nabatäischen Fürsten, bei dem er Asyl gesucht hatte, ermordet worden war, blieb nur noch Demetrios II. auf der Bühne. Jonatan hatte derweil durch eine Belagerung der Davidsstadt versucht, der seleukidischen Garnison in Jerusalem Herr zu werden. Daher wurde er von Demetrios II. an den Hof nach Ptolemais zitiert, konnte eine Anklage aber durch Verteilung reichlicher Geschenke nicht nur abwenden, sondern kehrte sogar mit einem Gebietsgewinn nach Jerusalem zurück.
Bald wurde dem Demetrios aber selbst die Herrschaft streitig gemacht. Diodotos Tryphon, ein Feldherr des Alexander Balas, erhob im Namen von dessen Sohn Antiochos VI. Anspruch auf den seleukidischen Thron.
Jonatan sah es an der Zeit, wieder die Seite zu wechseln, zumal Antiochos VI. ihn nicht nur in seiner Stellung bestätigte, sondern auch seinen Bruder Simon als Strategen (Feldherrn) über die Küstenregion bis hinab nach Ägypten. Die Brüder nahmen die Gelegenheit zum Arrondieren und Konsolidieren des Erreichten wahr: Joppe wurde besetzt, die Festung Beth-Zur eingenommen, das Festungsbauprogramm weitergetrieben und wiederum versucht, die seleukidische Garnison aus Jerusalem zu vertreiben, um endlich wieder die kultische Reinheit der heiligen Stadt wiederherzustellen.
Diodotos Tryphon konnte diese Anstrengungen jedoch nur mit Misstrauen betrachten. Er lockte Jonatan nach Ptolemais und ließ ihn gefangen nehmen, worauf er von den Juden als Toter betrauert wurde, die seinen Bruder Simon zum neuen Führer bestimmten. Darauf bot Diodotos dem Simon Jonatans Freilassung gegen Lösegeld und zwei von Jonatans Söhnen als Geiseln an. Simon ging auf die Forderung ein, Diodotos jedoch ließ Jonatan und seine Söhne töten. Jonatan wurde in Modiin begraben.